# 턴 레프트, 턴 라이트
《턴 레프트, 턴 라이트》(向左走, 向右走: Turn Left, Turn Right)는 홍콩에서 제작된 위가휘 감독의 2003년 멜로/로맨스 영화이다. 카네시로 타케시 등이 주연으로 출연하였고 두기봉 등이 제작에 참여하였다. 타이완 타이페이에서 촬영되었다. 또, 워너브라더스가 제작, 배급한 최초의 중국어 아시아 영화이기도 하다.
오리지널 그래피컬 노벨은 1999년 처음 출판되었다.

## 출연

### 주연
- 카네시로 타케시
- 양영기

### 조연
- 진지재
- 테리 콴
- 임설
- 허소웅
- 에드먼드 첸

## 기타
- 원작자: 지미 리아오
- 미술: 여가안